# Brisbane International 2011
Brisbane International 2011 var en tennisturnering som ingick i 2011 års WTA- och ATP-tour. Turneringen spelades 2-9 januari 2010 i Brisbane, Australien på hardcourt. Robin Söderling (Sverige) och Petra Kvitova (Tjeckien) vann singelturneringarna.

## Seedning

### Herrsingel
| 1. Robin Söderling (Mästare) 2. Andy Roddick (Final) 3. Fernando Verdasco (Första omgången) 4. Mardy Fish (Andra omgången) | 1. Marcos Baghdatis (Kvartsfinal) 2. Feliciano Lopez (Andra omgången) 3. Florian Mayer (Kvartsfinal) 4. Denis Istomin (Andra omgången) |

### Herrdubbel
| 1. Max Mirnyi Daniel Nestor (Semifinal) 2. Lukasz Kubot Oliver Marach (Första omgången) | 1. Lukas Dlouhy Paul Hanley (Mästare) 2. Robert Lindstedt Horia Tecău (Final) |

## Tävlingar

### Herrsingel
Robin Söderling bes.  Andy Roddick 6-3; 7-5
- Titeln var Söderlings första under 2011 och hans sjunde totalt.
- Titeln innebar att Söderling för andra gången i karriären gick upp till en fjärdeplats på ATP-rankingen.[1]

### Damsingel
Petra Kvitova bes.  Andrea Petkovic 6-1; 6-3
- Titeln var Kvitovas första under 2011 och hennes andra totalt.

### Herrdubbel
Lukas Dlouhy /  Paul Hanley bes.  Robert Lindstedt /  Horia Tecău 6-4; uppgivet

### Damdubbel
Alisa Kleybanova /  Anastasia Pavlychenkova bes.  Klaudia Jans /  Alicja Rosolska 6-3; 7-5